# Хајланд (Калифорнија)
Хајланд (енгл. Highland) град је у америчкој савезној држави Калифорнија. По попису становништва из 2010. у њему је живело 53.104 становника.

## Демографија
Према попису становништва из 2010. у граду је живело 53.104 становника, што је 8.499 (19,1%) становника више него 2000. године.
| Група             | 2000.          | 2010.          |
| Белци             | 18.619 (41,7%) | 16.347 (30,8%) |
| Афроамериканци    | 5.403 (12,1%)  | 5.887 (11,1%)  |
| Азијати           | 2.740 (6,1%)   | 3.954 (7,4%)   |
| Хиспаноамериканци | 16.342 (36,6%) | 25.556 (48,1%) |
| Укупно            | 44.605         | 53.104         |